# Agathis velata
Agathis velata är en stekelart som beskrevs av Charles Thomas Brues 1910. Agathis velata ingår i släktet Agathis och familjen bracksteklar. Inga underarter finns listade i Catalogue of Life.